# Hillrose
Hillrose est une ville américaine située dans le comté de Morgan dans le Colorado.
Selon le recensement de 2010, Hillrose compte 264 habitants. La municipalité s'étend sur 0,22 milles carrés (0,57 km2).
La ville est nommée par Kate Emerson, qui a cédé les terrains pour fonder la ville, en l'honneur de sa sœur Rose Hill Emerson.

## Démographie
| 1930 | 1940 | 1950 | 1960 | 1970 | 1980 |
| ---- | ---- | ---- | ---- | ---- | ---- |
| 210  | 177  | 190  | 157  | 121  | 213  |

| 1990 | 2000 | 2010 | - | - | - |
| ---- | ---- | ---- | - | - | - |
| 169  | 254  | 264  | - | - | - |